# Вёрджин-Айлендс (национальный парк)
Национальный парк Верджин-Айлендс (англ. Virgin Islands National Park) — национальный парк США на территории американских Виргинских островов, расположенный в центральной части острова Сент-Джон. Создан — 2 августа 1956 года. Площадь — 59 км².

## Описание
Национальный парк занимает 60 % острова Сент-Джон и несколько изолированных мест на острове Сент-Томас. Парк известен подводным плаванием и своей одномильной (ок. 1,6 км) пешеходной тропой через тропический лес. В среднем в год парк посещает 725 тыс. туристов, это обусловлено наличием остановки на острове — Круз-Бэй парома из Ред-Хука в Шарлотта-Амалию. Одна из самых известных достопримечательностей парка — Транк-Бэй, с белыми песчаными пляжами и подводной тропой.